# Rhynchina buchanani
Rhynchina buchanani là một loài bướm đêm trong họ Erebidae.